# IDM-Saison 2004

Logo der Internationalen Deutschen Motorradmeisterschaft.

Bei der Internationalen Deutschen Motorradmeisterschaft 2004 wurden Titel in den Klassen IDM Superbike, IDM Supersport, IDM 125 und IDM Sidecar vergeben.
Bei den Superbikes wurden 16, in der Supersport-Klasse, 125-cm³-Klasse und bei den Sidecars je acht Rennen ausgetragen.

## Punkteverteilung
Meister wurde derjenige Fahrer beziehungsweise der Hersteller, der bis zum Saisonende die meisten Punkte erzielt hatte. Bei der Punkteverteilung wurden die Platzierungen im Gesamtergebnis des jeweiligen Rennens berücksichtigt. Die fünfzehn erstplatzierten Fahrer jedes Rennens erhielten Punkte nach folgendem Schema:
| Punkteverteilung | Punkteverteilung | Punkteverteilung | Punkteverteilung | Punkteverteilung | Punkteverteilung | Punkteverteilung | Punkteverteilung | Punkteverteilung | Punkteverteilung | Punkteverteilung | Punkteverteilung | Punkteverteilung | Punkteverteilung | Punkteverteilung | Punkteverteilung |
| ---------------- | ---------------- | ---------------- | ---------------- | ---------------- | ---------------- | ---------------- | ---------------- | ---------------- | ---------------- | ---------------- | ---------------- | ---------------- | ---------------- | ---------------- | ---------------- |
| Platz            | 1                | 2                | 3                | 4                | 5                | 6                | 7                | 8                | 9                | 10               | 11               | 12               | 13               | 14               | 15               |
| Punkte           | 25               | 20               | 16               | 13               | 11               | 10               | 9                | 8                | 7                | 6                | 5                | 4                | 3                | 2                | 1                |

In die Wertung kamen alle erzielten Punkte. Bei weniger als 50 %, jedoch mehr als 25 % der Gesamtrundenzahl gab es nur die halbe Punkteanzahl. Unter 25 % der Gesamtrundenzahl gab es keine Punkte.

## Superbike

### Wissenswertes
- Am 26. September erlag Jürgen Oelschläger seinen schweren Verletzungen, die er sich zwei Wochen zuvor beim 1. Lauf in Oschersleben zugezogen hatte.[1]

### Rennergebnisse
|   | Datum  | Strecke              | Pole-Position    | Lauf | Platz 1            | Platz 2            | Platz 3            | Schn. Rennrunde    |
| - | ------ | -------------------- | ---------------- | ---- | ------------------ | ------------------ | ------------------ | ------------------ |
| 1 | 09.05. | Sachsenring          | Robert Ulm       | 1    | Jürgen Oelschläger | Michael Schulten   | Markus Wegscheider | Michael Schulten   |
| 1 | 09.05. | Sachsenring          | Robert Ulm       | 2    | Michael Schulten   | Jürgen Oelschläger | Christian Zaiser   | Michael Schulten   |
| 2 | 23.05. | Hockenheimring       | Michael Schulten | 1    | Michael Schulten   | Jürgen Oelschläger | Robert Ulm         | Michael Schulten   |
| 2 | 23.05. | Hockenheimring       | Michael Schulten | 2    | Michael Schulten   | Jürgen Oelschläger | Stefan Nebel       | Michael Schulten   |
| 3 | 20.06. | Nürburgring          | Robert Ulm       | 1    | Kevin Curtain      | Andreas Meklau     | Michael Schulten   | Kevin Curtain      |
| 3 | 20.06. | Nürburgring          | Robert Ulm       | 2    | Kevin Curtain      | Michael Schulten   | Philipp Hafeneger  | Kevin Curtain      |
| 4 | 04.07. | Salzburgring         | Robert Ulm       | 1    | Jürgen Oelschläger | Michael Schulten   | Andreas Meklau     | Andreas Meklau     |
| 4 | 04.07. | Salzburgring         | Robert Ulm       | 2    | Michael Schulten   | Robert Ulm         | Andreas Meklau     | Michael Schulten   |
| 5 | 01.08. | EuroSpeedway Lausitz | Robert Ulm       | 1    | Jürgen Oelschläger | Andreas Meklau     | Robert Ulm         | Jürgen Oelschläger |
| 5 | 01.08. | EuroSpeedway Lausitz | Robert Ulm       | 2    | Jürgen Oelschläger | Philipp Hafeneger  | Robert Ulm         | Michael Schulten   |
| 6 | 29.08. | Schleizer Dreieck    | Jörg Teuchert    | 1    | Michael Schulten   | Jörg Teuchert      | Robert Ulm         | Jürgen Oelschläger |
| 6 | 29.08. | Schleizer Dreieck    | Jörg Teuchert    | 2    | Jörg Teuchert      | Michael Schulten   | Stefan Nebel       | Jörg Teuchert      |
| 7 | 12.09. | Oschersleben         | Kevin Curtain    | 1    | Jörg Teuchert      | Andreas Meklau     | Günther Knobloch   | Kevin Curtain      |
| 7 | 12.09. | Oschersleben         | Kevin Curtain    | 2    | Kevin Curtain      | Jörg Teuchert      | Michael Schulten   | Michael Schulten   |
| 8 | 26.09. | Hockenheimring       | Michael Schulten | 1    | Andreas Meklau     | Robert Ulm         | Stefan Nebel       | Robert Ulm         |
| 8 | 26.09. | Hockenheimring       | Michael Schulten | 2    | Philipp Hafeneger  | Stefan Nebel       | Robert Ulm         | Philipp Hafeneger  |

### Fahrerwertung
| 1  | Michael Schulten      | Honda CBR 1000 RR     | alpha Technik Van Zon                          | 276 |
| 2  | Robert Ulm            | Suzuki GSX-R 1000     | Yoshimura Schäfer Motorsport Heuer Racing Team | 212 |
| 3  | Andreas Meklau        | Suzuki GSX-R 1000     | Team Suzuki International Europe               | 205 |
| 4  | Philipp Hafeneger     | Yamaha YZF-R1         | Emonts-Castrol-RT                              | 201 |
| 5  | Jürgen Oelschläger    | Honda CBR 1000 RR     | alpha Technik Van Zon                          | 191 |
| 6  | Stefan Nebel          | Yamaha YZF-R1         | Emonts-Castrol-RT                              | 179 |
| 7  | Jörg Teuchert         | MV Agusta F4 1000     | MV Agusta Racing Deutschland                   | 112 |
| 8  | Christian Zaiser      | Suzuki GSX-R 1000     |                                                | 108 |
| 9  | Günther Knobloch      | Yamaha YZF-R1         | Sebring Technology                             | 105 |
| 10 | Markus Wegscheider    | Suzuki GSX-R 1000     | Team Suzuki International Europe               | 89  |
| 11 | Norbert Fritz         | Suzuki GSX-R 1000     | Yoshimura Schäfer Motorsport Heuer Racing Team | 84  |
| 12 | Andreas Hahn          | Kawasaki Ninja ZX-10R | IDM-Team MIZU-Sebring                          | 58  |
| 13 | Stefan Scheschowitsch | Yamaha YZF-R1         | Sebring Technology                             | 50  |
| 14 | Michael Witzeneder    | Honda CBR 1000 RR     | Holzhauer Racing Team                          | 41  |
| 15 | Stefan Sebrich        | Kawasaki Ninja ZX-10R | Kawasaki Racing Team Germany                   | 37  |
| 16 | Didier Van Keymeulen  | Yamaha YZF-R1         | Yamaha Motor Deutschland                       | 34  |
| 17 | Markus Barth          | Kawasaki Ninja ZX-10R | Team BMR                                       | 32  |

| 18 | Paul Leuthard       | Yamaha YZF-R1         | Zweirad-Knoderer-Racing                    | 31 |
| 19 | Harald Kitsch       | Suzuki GSX-R 1000     |                                            | 31 |
| 20 | Bertrand Sebileau   | Kawasaki Ninja ZX-10R | IDM-Team MIZU-Sebring                      | 26 |
| 21 | Normann Manz        | Suzuki GSX-R 1000     | Team Stengel                               | 22 |
| 22 | Kenan Sofuoğlu      | Yamaha YZF-R1         | Yamaha Motor Deutschland                   | 16 |
| 23 | Didier Grams        | Suzuki GSX-R 1000     | ADAC Sachsen e. V.                         | 16 |
| 24 | Claus Ehrenberger   | Suzuki GSX-R 1000     | Team Suzuki International Europe           | 14 |
| 25 | Michael Peh         | Suzuki GSX-R 1000     | H&S Motorshop SBK Team                     | 13 |
| 26 | Herbert Pölzleitner | Yamaha YZF-R1         |                                            | 12 |
| 27 | Peter Hecker        | Yamaha YZF-R1         |                                            | 10 |
| 28 | Detlef Jansen       | Suzuki GSX-R 1000     | Team Joachims Motorradhandel SuzukiPlus.de | 6  |
| 29 | Mike Wohner         | Kawasaki Ninja ZX-10R |                                            | 4  |
| 30 | Volker Bähr         | Kawasaki Ninja ZX-10R | Team BMR                                   | 3  |
| 31 | Peter Preussler     | Kawasaki Ninja ZX-10R |                                            | 3  |
| 32 | Viktor Kispataki    | Suzuki GSX-R 1000     |                                            | 3  |
| 33 | Dieter Szogiel      | Yamaha YZF-R1         |                                            | 1  |

### Konstrukteurswertung
| 1 | Honda    | 501 |
| 2 | Suzuki   | 473 |
| 3 | Yamaha   | 412 |
| 4 | Kawasaki | 137 |

## Supersport

### Rennergebnisse
|   | Datum  | Strecke              | Pole-Position      | Lauf | Platz 1            | Platz 2            | Platz 3            | Schn. Rennrunde    |
| - | ------ | -------------------- | ------------------ | ---- | ------------------ | ------------------ | ------------------ | ------------------ |
| 1 | 09.05. | Sachsenring          | Werner Daemen      | 1    | Thomas Wendel      | Arne Tode          | Martin Bauer       | Thomas Wendel      |
| 2 | 23.05. | Hockenheimring       | Roman Stamm        | 1    | Roman Stamm        | Kai-Børre Andersen | Arne Tode          | Roman Stamm        |
| 3 | 20.06. | Nürburgring          | Cyril Fernandez    | 1    | Kevin Curtain      | Herbert Kaufmann   | Werner Daemen      | Kevin Curtain      |
| 4 | 04.07. | Salzburgring         | Tobias Kirmeier    | 1    | Max Neukirchner    | Tobias Kirmeier    | Werner Daemen      | Kai-Børre Andersen |
| 5 | 01.08. | EuroSpeedway Lausitz | Werner Daemen      | 1    | Werner Daemen      | Tobias Kirmeier    | Kai-Børre Andersen | Kai-Børre Andersen |
| 6 | 29.08. | Schleizer Dreieck    | Kai-Børre Andersen | 1    | Kai-Børre Andersen | Werner Daemen      | Tobias Kirmeier    | Werner Daemen      |
| 7 | 12.09. | Oschersleben         | Kai-Børre Andersen | 1    | Werner Daemen      | Arne Tode          | Herbert Kaufmann   | Arne Tode          |
| 8 | 26.09. | Hockenheimring       | Kai-Børre Andersen | 1    | Kai-Børre Andersen | Herbert Kaufmann   | Martin Bauer       | Herbert Kaufmann   |

### Fahrerwertung
| 1  | Werner Daemen      | Honda CBR 600 RR | alpha Technik Van Zon Honda            | 124 |
| 2  | Herbert Kaufmann   | Yamaha YZF-R6    | Motorrad Wegner Racing                 | 124 |
| 3  | Kai-Børre Andersen | Kawasaki ZX-6R   | Kawasaki Docshop Racing                | 123 |
| 4  | Tobias Kirmeier    | Honda CBR 600 RR | alpha Technik Van Zon Honda            | 82  |
| 5  | Martin Bauer       | Suzuki GSX-R 600 | Wilbers Racing                         | 80  |
| 6  | Roman Stamm        | Suzuki GSX-R 600 | Team Suzuki Swiss                      | 77  |
| 7  | Rico Penzkofer     | Yamaha YZF-R6    | OBI BRECKLE Bike Promotion Racing Team | 68  |
| 8  | Georg Gaisbauer    | Yamaha YZF-R6    |                                        | 68  |
| 9  | Arne Tode          | Yamaha YZF-R6    | Ecko Racing-Team                       | 67  |
| 10 | Thomas Wendel      | Honda CBR 600 RR |                                        | 54  |
| 11 | Max Müller         | Yamaha YZF-R6    | OBI BRECKLE Bike Promotion Racing Team | 42  |
| 12 | Nina Prinz         | Yamaha YZF-R6    |                                        | 40  |
| 13 | Jesco Günther      | Honda CBR 600 RR | alpha Technik Van Zon Honda            | 34  |
| 14 | Cyril Fernandez    | Suzuki GSX-R 600 | Team Suzuki International Europe       | 31  |
| 15 | Patric Muff        | Kawasaki ZX-6R   | Team plan-box.com                      | 23  |

| 16 | Matti Seidel        | Honda CBR 600 RR |                                        | 17 |
| 17 | Christopher Defiori | Yamaha YZF-R6    |                                        | 11 |
| 18 | Tobias Schading     | Kawasaki ZX-6R   | KAWA-SHOP BERENTELG                    | 11 |
| 19 | René Mähr           | Honda CBR 600 RR | CTMracing.at                           | 11 |
| 20 | Knut Beinlich       | Yamaha YZF-R6    |                                        | 5  |
| 21 | Daniel Bergau       | Yamaha YZF-R6    | OBI BRECKLE Bike Promotion Racing Team | 5  |
| 22 | Koen Vleugels       | Suzuki GSX-R 600 | Motos Dirk Van Mol                     | 4  |
| 23 | Martin Rath         | Yamaha YZF-R6    | Laaks-Racing                           | 4  |
| 24 | Torsten Gsell       | Yamaha YZF-R6    |                                        | 4  |
| 25 | Christopher Gonsior | Kawasaki ZX-6R   |                                        | 3  |
| 26 | Andre Klipphahn     | Honda CBR 600 RR | Race-Point Berlin                      | 3  |
| 27 | Peter Gastinger     | Honda CBR 600 RR | MSC-Rottenegg                          | 2  |
| 28 | Ela Seestaller      | Kawasaki ZX-6R   | RSI Performance Kawasaki Racing        | 2  |
| 29 | Andreas Bildl       | Yamaha YZF-R6    |                                        | 1  |

## 125-cm³-Klasse

### Rennergebnisse
|   | Datum  | Strecke              | Pole-Position    | Lauf | Platz 1          | Platz 2             | Platz 3             | Schn. Rennrunde   |
| - | ------ | -------------------- | ---------------- | ---- | ---------------- | ------------------- | ------------------- | ----------------- |
| 1 | 09.05. | Sachsenring          | Tom Lüthi        | 1    | Tom Lüthi        | Dario Giuseppetti   | Georg Fröhlich      | Dario Giuseppetti |
| 2 | 23.05. | Hockenheimring       | Sandro Cortese   | 1    | Michael Ranseder | Sascha Hommel       | Meik Kevin Minnerop | Sandro Cortese    |
| 3 | 20.06. | Nürburgring          | Sandro Cortese   | 1    | Michael Ranseder | Meik Kevin Minnerop | Manuel Mickan       | Stefan Bradl      |
| 4 | 04.07. | Salzburgring         | Sascha Hommel    | 1    | Michael Ranseder | Stefan Bradl        | Sascha Hommel       | Sascha Hommel     |
| 5 | 01.08. | EuroSpeedway Lausitz | Michael Ranseder | 1    | Michael Ranseder | Patrick Unger       | Stefan Bradl        | Georg Fröhlich    |
| 6 | 29.08. | Schleizer Dreieck    | Stefan Bradl     | 1    | Michael Ranseder | Meik Kevin Minnerop | Stefan Bradl        | Stefan Bradl      |
| 7 | 12.09. | Oschersleben         | Sascha Hommel    | 1    | Michael Ranseder | Georg Fröhlich      | Sascha Hommel       | Michael Ranseder  |
| 8 | 26.09. | Hockenheimring       | Michael Ranseder | 1    | Silvio März      | Michael Ranseder    | Toni Wirsing        | Sandro Cortese    |

### Fahrerwertung
| 1  | Michael Ranseder    | KTM     | Red Bull KTM Juniorteam              | 186 |
| 2  | Patrick Unger       | Aprilia |                                      | 108 |
| 3  | Sascha Hommel       | Honda   | Elit Grand Prix Junior Racing Team   | 102 |
| 4  | Meik Kevin Minnerop | Honda   | ADAC-Honda-Team                      | 75  |
| 5  | Stefan Bradl        | KTM     | Red Bull KTM Juniorteam              | 74  |
| 6  | Manuel Mickan       | Honda   | ADAC Sachsen Junior Team Freudenberg | 65  |
| 7  | Toni Wirsing        | Honda   | ADAC-Honda-Team                      | 58  |
| 8  | Silvio März         | Honda   | ADAC Sachsen e. V.                   | 49  |
| 9  | Joey Litjens        | Honda   | IMT Racing                           | 45  |
| 10 | Sandro Cortese      | Honda   | BOS-Junior Team Raudies              | 39  |
| 11 | Thomas Walther      | Honda   | Löffler Racing Team                  | 38  |
| 12 | Randy Krummenacher  | Honda   | Elit Grand Prix Junior Racing Team   | 34  |
| 13 | Georg Fröhlich      | Honda   | ADAC-Honda-Team                      | 32  |
| 14 | Philipp Eitzinger   | Honda   | Elit Grand Prix Junior Racing Team   | 31  |
| 15 | Dominique Aegerter  | Honda   | ADAC Sachsen Junior Team Freudenberg | 29  |

| 16 | Igor Kalab          | Honda   | RZT Repsol Racing                 | 28 |
| 17 | Thomas Mayer        | Aprilia |                                   | 27 |
| 18 | Florian Kresse      | Honda   |                                   | 20 |
| 19 | Marco Eismann       | Honda   | RZT Repsol Racing                 | 18 |
| 20 | Václav Bittman      | Honda   | BRC Racing Team                   | 15 |
| 21 | Daniel Sutter       | Honda   |                                   | 12 |
| 22 | Frank van den Dragt | Honda   |                                   | 12 |
| 23 | Matti Seidel        | Honda   | RZT Repsol Racing                 | 9  |
| 24 | Hugo van den Berg   | Aprilia | Varenhof Racing Team              | 4  |
| 25 | Eric Hübsch         | Honda   | ADAC Sachsen Junior Racing School | 3  |
| 26 | Karel Abraham       | Honda   | Cardion AB Motorracing            | 3  |
| 27 | Tini Völkel-Gabler  | Honda   | RGS Chili Con Race Cors           | 2  |
| 28 | Christine Ledwig    | Honda   |                                   | 1  |
| 29 | Patrik Vostárek     | Honda   |                                   | 1  |

## Gespanne

### Rennergebnisse
|   | Datum  | Strecke              | Pole-Position                       | Platz 1                             | Platz 2                              | Platz 3                         | Schn. Rennrunde                     |
| - | ------ | -------------------- | ----------------------------------- | ----------------------------------- | ------------------------------------ | ------------------------------- | ----------------------------------- |
| 1 | 09.05. | Sachsenring          | Jörg Steinhausen / Trevor Hopkinson | Jörg Steinhausen / Trevor Hopkinson | Mike Roscher / Adolf Hänni           | Markus Schlosser / Jakob Ruckli | Jörg Steinhausen / Trevor Hopkinson |
| 2 | 23.05. | Hockenheimring       | Jörg Steinhausen / Trevor Hopkinson | Jörg Steinhausen / Trevor Hopkinson | Markus Schlosser / Jakob Ruckli      | Uwe Göttlich / Axel Kölsch      | Jörg Steinhausen / Trevor Hopkinson |
| 3 | 20.06. | Nürburgring          | Jörg Steinhausen / Trevor Hopkinson | Steve Webster / Paul Woodhead       | Jörg Steinhausen / Trevor Hopkinson  | Tim Reeves / Tristan Reeves     | Steve Webster / Paul Woodhead       |
| 4 | 04.07. | Salzburgring         | Jörg Steinhausen / Trevor Hopkinson | Jörg Steinhausen / Trevor Hopkinson | Klaus Klaffenböck / Christian Parzer | Mike Roscher / Adolf Hänni      | Jörg Steinhausen / Trevor Hopkinson |
| 5 | 01.08. | EuroSpeedway Lausitz | Markus Schlosser / Jakob Ruckli     | Markus Schlosser / Jakob Ruckli     | Josef Moser / Ueli Wäfler            | Sepp Doppler / Bernhard Wagner  | Markus Schlosser / Jakob Ruckli     |
| 6 | 29.08. | Schleizer Dreieck    | Jörg Steinhausen / Trevor Hopkinson | Jörg Steinhausen / Trevor Hopkinson | Mike Roscher / Adolf Hänni           | Josef Moser / Ueli Wäfler       | Jörg Steinhausen / Trevor Hopkinson |
| 7 | 12.09. | Oschersleben         | Jörg Steinhausen / Trevor Hopkinson | Jörg Steinhausen / Trevor Hopkinson | Mike Roscher / Adolf Hänni           | Josef Moser / Ueli Wäfler       | Jörg Steinhausen / Trevor Hopkinson |
| 8 | 26.09. | Hockenheimring       | Jörg Steinhausen / Trevor Hopkinson | Jörg Steinhausen / Trevor Hopkinson | Josef Moser / Ueli Wäfler            | Uwe Göttlich / Axel Kölsch      | Jörg Steinhausen / Trevor Hopkinson |

### Fahrerwertung
| 1  | Jörg Steinhausen   | Trevor Hopkinson                  | LCR-Suzuki    |                    | 175 |
| 2  | Markus Schlosser   | Jakob Ruckli                      | LCR-Suzuki    |                    | 118 |
| 3  | Mike Roscher       | Adolf Hänni                       | LCR-Suzuki    |                    | 109 |
| 4  | Josef Moser        | Ueli Wäfler                       | LCR-Suzuki    |                    | 104 |
| 5  | Sepp Doppler       | Bernhard Wagner                   | LCR-Yamaha    | gemini-racing      | 102 |
| 6  | Uwe Göttlich       | Axel Kölsch bzw. Johannes Koloska | LCR-Suzuki    | ADAC Sachsen e. V. | 80  |
| 7  | Wolfram Centner    | Mike Helbig                       | LCR-Yamaha    | ADAC Sachsen e. V. | 72  |
| 8  | Dieter Eilers      | Achim Freund                      | LCR-Suzuki    |                    | 60  |
| 9  | Hanspeter Thalmann | René Roth                         | LCR-Suzuki    |                    | 49  |
| 10 | Siegfried Arabin   | Gernot Backmann                   | LCR-Honda     |                    | 39  |
| 11 | Harald Hainbucher  | Peter Adelsberger                 | RSR-Yamaha    |                    | 39  |
| 12 | Kurt Hock          | Frank Heidenreich                 | Hock-Kawasaki |                    | 29  |

| 13 | Robert Zimmermann  | Andreas Kolloch                 | LCR-Suzuki    |                       | 28 |
| 14 | Baptist Kohlmann   | Peter Höss bzw. Wilhelm Anderle | LCR-Suzuki    | ADAC Nordbayern e. V. | 23 |
| 15 | Felix Bereuter     | Beate Oehlmann                  | LCR-Swissauto |                       | 19 |
| 16 | Michael Grabmüller | Bernd Grabmüller                | LCR-Yamaha    | gemini-racing         | 14 |
| 17 | Roland Meier       | Rainer Wedele bzw. Werner Knoof | Suzuki        | ADAC Nordbayern e. V. | 13 |
| 18 | Jürgen Bork        | Maik Ziegler                    | Honda         |                       | 12 |
| 19 | Stefan Kiser       | Andreas Schmied                 | LCR-Kawasaki  |                       | 10 |
| 20 | Matthias Nagel     | Michael Hildebrand              | LCR-Suzuki    |                       | 7  |
| 21 | Tomas Foukal       | Jiri Pertlicek                  | LCR-Yamaha    | Fuki Racing Team      | 6  |
| 22 | Christian Steiner  | Raphael Schmid                  | MTH-Suzuki    |                       | 1  |

## Rahmenrennen
- Im Rahmen der Internationalen Deutschen Motorradmeisterschaft 2004 fanden 8 Rennen zum Suzuki Bridgestone GSX-R Cup und je 6 Rennen zum Yamaha R6-Dunlop Cup und Red Bull MotoGP Rookies Cup statt.